# Art Kassel
Art Kassel (Chicago, 18 januari 1896 - Van Nuys, Californië, 3 februari 1965) was een Amerikaanse jazzsaxofonist en bandleider.

## Biografie
Kassel had veel succes met zijn orkest. In 1924 debuteerde hij met zijn Kassels in the Air in Midway Gardens, later stond hij vijftien jaar lang in Bismarck Hotel. Hij speelde ook vaak in de ballrooms Aragon en Trianon en dankzij uitzendingen vanaf dergelijk locaties werd zijn groep een van de bekendste bands in het Middenwesten. Eind jaren 50 vertrok hij naar de Westkust, waar hij twee jaar lang met zijn orkest in een lokaal tv-programma optrad (The Gloria Hart Show); Begin jaren 60 speelde hij in Hollywood Palladium, ook trad hij op in Myron's Ballroom. Zijn laatste optredens had hij in Golden West Ballroom (in Norwalk), waar zijn band na Kassel's dood bleef spelen. 
In de vroege jaren van Kassel's band speelden bij hem musici die grote namen werden, zoals Benny Goodman, Bud Freeman en Muggsy Spanier. In de loop van de jaren 30 ging hij steeds meer sweet music spelen, zijn latere bands konden het vroegere muzikale nivo niet halen.
Met Vic Berton componeerde Kassel in 1922 het nummer "Sobbin´ Blues“. Zijn vroege opnames verschenen in de jaren 80 op het platenlabel Hindsight Records onder de titel Art Kassel - The Uncollected .